# 미션 컨트롤
미션 컨트롤(Mission Control, 이전 이름: 익스포제/Exposé)는 OS X 운영 체제의 기능이다. 2003년 6월 23일에 WWDC에서, 다가오는 맥 OS X v10.3의 기능으로서 처음 선을 보였다.
미션 컨트롤은 사용자가 열려 있는 창의 위치를 빠르게 제어하도록 도와주거나 수많은 창을 하나 하나 선택하지 않고도 모든 창을 숨긴 채 바탕 화면을 보여 주도록 도와준다.
미션 컨트롤은 코어 그래픽스 프레임워크의 문서화되지 않은 확장 기능을 사용한다.

## 이용
미션 컨트롤은 창을 정리하는 세 가지 기능을 제공한다:
- "모든 창" 기능은 열려 있거나 숨어 있는 모든 창을, 크기를 줄이면서 한 화면에 모두 보여 준다. 이 기능은 기본적으로 F9 키를 누르면 작동한다.
- "응용 프로그램 창" 기능은 현재 실행 중인 응용 프로그램의 열려 있거나 숨어 있는 모든 창을 보여 준다. 창 모두 한 화면에 보여 주지만 모든 독립 창을 띄우는 것이 아니기 때문에 "모든 창" 기능보다 크기를 덜 줄인다. 이 동안에 사용자는 Tab ↹ 키를 누르면서 다른 응용 프로그램의 창을 선택할 수 있다. 이 기능은 기본적으로 F10 키를 누르면 작동한다.
- "데스크톱" 기능은 모든 창을 화면에서 가리지만 창의 가장자리는 화면 측면에 보이게 만든다. 이로써 사용자가 바탕 화면에 접근할 수 있게 도와준다. 이 기능은 기본적으로 F11 키를 누르면 작동한다.

## 같이 보기
- 작업 표시줄
- 대시보드 (macOS)
- 익스포제 클론